# André Burakovsky
André Burakovsky (Klagenfurt, 9 de fevereiro de 1995) é um jogador profissional de hóquei no gelo sueco que atua na posição de left wing pelo Seattle Kraken, da NHL.

## Carreira
André Burakovsky começou sua carreira selecionado na terceira rodada (na 102º posição) pelo SKA Saint Petersburg em 2012 na KHL Junior Draft,.

## Títulos

### Washington Capitals
- Stanley Cup: 2018